# Wechselkopf
Le Wechselkopf est une montagne d'une altitude de 1 834 ou 1 835 m dans le massif des Karwendel.

## Géographie

### Topographie
La montagne se situe à la frontière entre l'Autriche et l'Allemagne.

## Ascension
Le sommet peut être atteint dans le cadre d'une randonnée en montagne (difficulté 1 à 2) depuis le village tyrolien de Hinterriß (de) par la Rontal (de) (durée de montée : 2 h 45, durée de descente : 2 h), environ 1 000 m d'altitude). L'ascension peut se faire directement depuis la Rontal ou par la Rappenklammspitze.